# Eduard Romanyuta

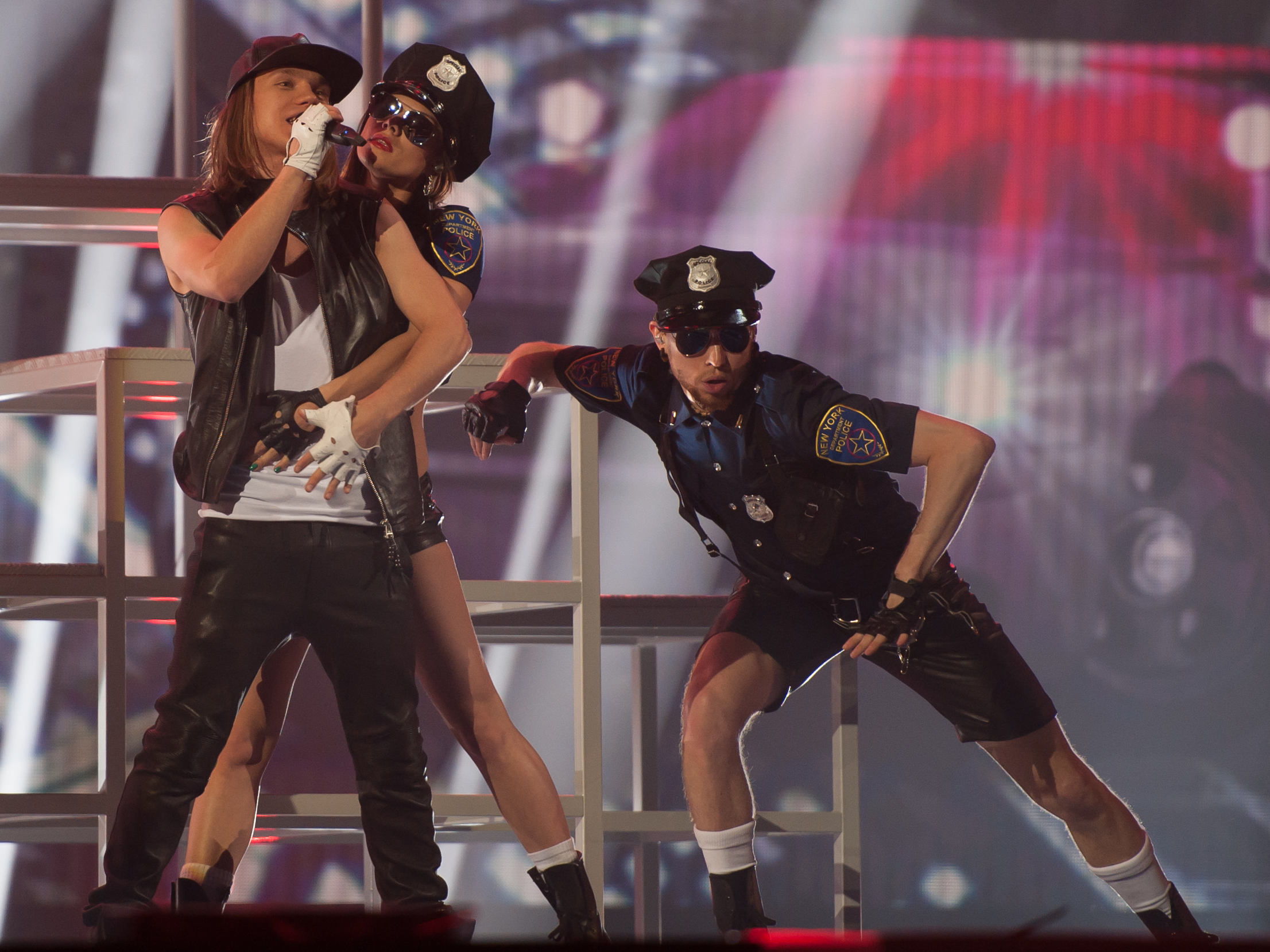
Eduard Romanyuta 2015

Eduard Romanyuta (en ucraniano: Едуард Едуардович Романюта; Ternopil, Ucrania; 23 de octubre de 1992) es un cantante, escritor, músico, actor y presentador de televisión ucraniano.

## Biografía
Nació el oeste de Ucrania. Empezó con actividades culturales a sus cuatro años de edad y a los cinco actuó en el Palacio de Ucrania en Kiev donde estuvo el presidente ucraniano en aquel momento Leonid Kuchma.
En 2004, Eduard Romanyuta fue premiado por el primer ministro de Ucrania con un diploma y una medalla. Esta con el título: "Niño del año", "Joven talentoso" y otros premios.
El 28 de febrero del 2015 fue el ganador de la selección nacional moldovesa "O Melodie Pentru Europa 2015" tras varios años intentando representar a Ucrania, decidió unirse a representar a Moldavia en Eurovisión 2015

## Carrera musical
- Festival de la Canción de Eurovisión 2011

El 26 de febrero de 2011, Eduard intentó representar a Ucrania con su canción Berega quedando en séptimo lugar de diecinueve participantes
- Festival de la Canción de Eurovisión 2012

El 18 de febrero de 2012, intentó representar a su país, Ucrania otra vez, esta vez cantando I'll never let go quedando en quinto lugar de veintiún participantes.
- Festival de la Canción de Eurovisión 2013

El 23 de diciembre de 2012, intentó por tercera vez representar a Ucrania en el Festival de la Canción de Eurovisión 2013 pero quedó tercero de veinte participantes.
- Festival de la Canción de Eurovisión 2015

El 17 de enero de 2015 se presentó para representar a Moldavia en el Festival de la Canción de Eurovisión y el 28 de febrero del 2015 ganó con 84 puntos del jurado y más de 13.000 votos del público vía teléfono.